# Списак ликова серије Смрт у рају

Овај чланак наводи ликове из ББЦ-ове крими комедије Смрт у рају која је почела да се емитује 2011.

## Преглед
| Ричард Пул      | Бен Милер          | Главна | Главна | Главна |        |        |        |        |        |        | Г      |        |        |        |        |  |  |
| Камил Бордеј    | Сара Мартинс       | Главна | Главна | Главна | Главна |        |        |        |        |        | П      |        |        | Г      |        |  |  |
| Двејн Мајерс    | Дени Џон-Џулс      | Главна | Главна | Главна | Главна | Главна | Главна | Главна |        |        |        | Г      |        | Главна | Главна |  |  |
| Фидел Бест      | Гери Кар           | Главна | Главна | Главна |        |        |        |        |        |        |        |        |        |        |        |  |  |
| Селвин Патерсон | Дон Варингтон      | Главна | Главна | Главна | Главна | Главна | Главна | Главна | Главна | Главна | Главна | Главна | Главна | Главна | Главна |  |  |
| Кетрин Бордеј   | Елизабет Буржин    | П      | Главна | Главна | Главна | Главна | Главна | Главна | Главна | Главна | Главна | Главна | Главна | Главна | Главна |  |  |
| Хамфри Гудмен   | Крис Маршал        |        |        | Главна | Главна | Главна | Главна |        |        |        |        |        |        |        |        |  |  |
| Флоренс Касел   | Жозефин Жобер      |        |        |        | Главна | Главна | Главна | Главна | Главна |        | Главна | Главна |        | П      |        |  |  |
| Ж. П. Хупер     | Тоби Бејкер        |        |        |        | Главна | Главна | Главна | Главна | Главна | Главна | Главна |        |        | Гост   | Гост   |  |  |
| Џек Муни        | Ардал О'Хенлон     |        |        |        |        |        | Главна | Главна | Главна | Главна |        |        |        |        |        |  |  |
| Руби Патерсон   | Шико Амос          |        |        |        |        |        |        |        | Главна | Главна |        |        |        |        |        |  |  |
| Медлин Дума     | Од Легастелоа-Биде |        |        |        |        |        |        |        | Главна | Главна |        |        |        |        |        |  |  |
| Невил Паркер    | Ралф Литл          |        |        |        |        |        |        |        |        | Главна | Главна | Главна | Главна | Главна |        |  |  |
| Марлон Прајс    | Таџ Мајлс          |        |        |        |        |        |        |        |        |        | Главна | Главна | Главна | Главна |        |  |  |
| Наоми Томас     | Шантол Џексон      |        |        |        |        |        |        |        |        |        |        | Главна | Главна | Главна | Главна |  |  |
| Дарлин Куртис   | Џини Холдер        |        |        |        |        |        |        | П      |        |        |        | Главна | Главна | Главна | Главна |  |  |
| Мервин Вилсон   | Дон Гилет          |        |        |        |        |        |        |        |        |        |        |        |        |        | Г      |  |  |
| Себастијан Роуз | Шакил Али-Јебуа    |        |        |        |        |        |        |        |        |        |        |        |        |        | Г      |  |  |

## Главни ликови

### Ричард Пул
Детектив инспектор Ричард Пул је британски инспектор додељен на острво да истражи убиство претходног инспектора. Пул је добио упутства да остане на острву као нови полицијски детектив, на своју велику жалост. Упркос свом гађењу према острву и неискуству са тропским временом – до те мере да и даље носи своја стара одела и не пије готово ништа осим чаја – често је показивао корисну вештину за закључивачке скокове засноване на најмањим могућим подацима и очигледно случајним догађајима и више је волео хапшење обраћајући се свим осумњиченима одједном пре него што је идентификовао убицу. У 2. серијалу постао је мало опуштенији и препоручио је Фидела за испит за свог наредника. Пул се накратко вратио у Лондон на крају 2. епизоде, али упркос свом гађењу према Сент Мерију, одлучује да се врати. Хелен Рид је убила Пула у првој епизоди 3. серијала на окупљању колега са универзитета "Кембриџ" на острву када је запретио да ће разоткрити њену крађу идентитета. Заменио га је ДИ Хамфри Гудмен.
Пул се на кратко појавио у 6. епизоди 10. серијала када се Камил накратко вратила на острво да помогне у случају и због тога што је њена мајка Кетрин примљена у болницу пошто је нападнута. Он је подстиче да проведе више времена са Кетрин пре него што је нестао јер је био само плод Камилиног ума.

### Камил Бордеј
Детективка наредница Камил Бордеј је бивша истражитељка за тајне задатке која је додељена као детективка наредница јер јој је откривена када је ухапшена током Пулове прве истраге. Била је најбоља истраживачица у екипи после Пула, често се бавила радом на рачунару. У почетку, она и Пул се уопште нису слагали због сукоба у култури, али су временом њих двоје почели боље да се слажу и направили добар тандем, а њихово пријатељство је чак показивало наговештаје романтике. Када је Пул накратко напустио острво, признала је да му се веома дивила и да је била задовољна када је одлучио да се врати. Његово убиство у почетним сценама 3. серијала ју је уништило и није била сигурна у вези са његовим наследником ДИ Хамфријем Гудменом, иако се временом загрејала за њега. Тада јој је понуђен тајни задатак у Паризу у 4. серијалу и она је одлучила да оде. Док је одлазила, пољубила је Хамфрија упркос томе што претходно није изражавала осећања према њему, иако је он имао према њој.
Њена мајка Кетрин је власница популарне месне кафане. Њен отац Марлон Крофт, који живи на суседном острву Света Луција, поново се појавио у 5. епизоди 3. серијала, штитећи своју кумче која је умешана у случај. Пошто је посумњала на њега, Камил је почела да се мири са њим.
У 6. епизоди 10. серијала, Камил се вратила на острво пошто ју је начелник Патерсон звао да помогне у случају и због тога што је њена мајка примљена у болницу пошто је нападнута. Она успешно помаже екипи да реши случај и, пратећи савете који су јој дали након разговора са сећањем на инспектора Ричарда Пула, одлучује да проведе неколико недеља са Кетрин како би надокнадила што је није посетила од када је напустила острво након чега се вратила својој улози у Паризу.
У 8. епизоди 12. серијала, Кетрин открива да Камил и њен дечко очекују бебу тамоу Паризу. Камил се поново појављује путем видео позива у 1. епизоди 13. серијала када се порађала и касније даје савет Невилу Паркеру.

### Двејн Мајерс
Двејн Мајерс (Дени Џон-Џулс) је био најдуговјечнији службеник полиције Сент Мерија, али му је потпуно недостајала амбиција тако да никада није постао наредник. Има потпуно поверење у своје старије колеге и можда превише добро разуме злочиначки свет на острву. Двејн често користи незаконита средства да би обавио свој посао и пази на даме, а понекад га то омета када је на послу. Он је најбољи човек за било какве истраге о мрачнијим аспектима Сент Мерија. Откривено је да има сестру која га је закључала у гепеку на три сата када је имао пет година. То је довело до тога да Двејн развије тајни страх од мрака. Његови родитељи су се развели када је био мали и отац га је напустио након неколико месеци посета викендом, остављајући Двејна да одраста сам.
Након одласка ДН Камил Бордеј половином 4. серијала, Двејн је постао последњи преостали члан изворне екипе, осим начелника Селвина Патерсона. У истој епизоди, екипи се придружио млади официр Ж. П. Хупер, а Двејн га је узео под своје окриље и подучавао га да постане добар официр. Двејн касније напушта Сент Мери и екипу након завршетка 7. серијала. Џек Муни и Ж. П. помињу на почетку 8. серијала да је Двејн отишао на путовање са својим оцем Нелсоном са којим се од тада помирио.
Двејн се појављује у 1. епизоди 11. серијала када се вратио на острво за Божић. Након тога помаже екипи у случају пошто је полиција остала без особља, након чега напушта острво и одлази у Лондон да посети свог сада болесног оца.
Након одласка официра Марлона Прајса са острва, Двејн се трајно враћа у полицију у 7. епизоди 13. серијала на захтев начелника. Касније открива да је други и главни разлог због којег се вратио у Сент Мери то што је његовом оцу није много остали па је желео да своје последње дане проведе на острву.
У 1. епизоди 14. серијала он говори Нелсону да ће поднети оставку како би провео време са њим код куће.

### Фидел Бест
Млад и вредан, Фидел Бест (Гери Кар) је ожењен женом по имену Џулијет и има ћерку по имену Рози која је рођена на крају 1. серијала. ДИ Ричард Пул га је предложио за испит наредника као признање за његов напоран рад. Фидел је положио испит и званично постао наредник. Фидел је често под стресом и држи се протокола док је Двејн сушта супротност. Ипак, њих двојица су били велики пријатељи.
На почетку 4. серијала, у телефонском разговору између њега и Двејна (његов глас се не чује, а разговор је приказан са Двејновог краја), открива се да је унапређен и да сада ради на суседном острву Света Луција.

### Селвин Патерсон
Селвин Патерсон (Дон Варингтон) је начелник острвске полиције који је напредовао у чиновима и постао највиши полицајац Сент Мерија задужен за попуњавање особља. Иако углавном делује у позадини у већини епизода, Патерсон саветује екипу о случајевима од посебне тежине или који укључују политичке или друштвене интересе где су умешане најистакнутије личности острва. Ово се креће од тражењу од Пула да буде опрезан када је у питању оптуживање човека са одређеним угледом на острву до тражења Пулу да не оповргава идеју да је озлоглашени пират сакрио своје благо на острву. У 3. епизоди 3. серијала откривено је да је он у ствари једном прекршио закон у свом животу када је био у затвору на један дан због казни за паркирање пре много година. У почетку се очигледно више усредсређивао на политичке импликације на појединце, као што је љутња на Пула када је осумњичени убоден у леђа док је био у Пуловом притвору због импликација на перцепцију јавности, он је показао знаке ублажавања током времена, као што је дозвољавање догађаја у којем је официр Мајерс рекао новинару да је погрешио као стари начелник и срдачно дочекујући ДИ Џека Мунија на острву пошто Хамфри Гудмен затражио премештај. Развио је блиско пријатељство са инспектором Мунијем, иако је његов однос са инспектором Невилом Паркером много сложенији због Паркеровог ексцентричнијег понашања и „хаотичнијих“ метода. Међутим, и овај однос се временом побољшао како је начелник приметио његову ефикасност и напоре да се прилагоди. Такође има обичај да се изненадно тихо појављује у станици, обично запрепашћујући детектива који размишља о случају.
Патерсон видно сматра да је рад полиције првенствено у служби острва и његових људи. У неким раним случајевима он би вршио притисак на детективе да избегну нарушавање имиџа острва или изазивање стреса код појединаца који изгледају невини када се чинило да је угао истраге слабо доказан, уместо да траже резултате по сваку цену. Временом је, међутим, усвојио опуштенији став у том погледу, задовољан тиме што је дозволио детективима да прате доказе и једноставно нудећи савете уместо покушаја да 'погурају' истрагу. Такође је члан многих клубова и организација и чини се да лично познаје многе људе на острву, одржавајући пријатељске односе уместо да користи своју позицију моћи. Такође је видљиво да веома озбиљно и лично схвата све прошле неуспехе у раду полиције и нерешене истраге, борећи се да прихвати да нова истрага може дати боље резултате. Међутим, увек је спреман да прихвати нове доказе, попут поновног отварања случаја убиства старог осам година где је управо откривено да је ухапшена жена имала покриће које је остало непроверено јер је њен сапутник био у посети на одмору и отишао пре него што је стигао да буде испитан и видно му је лакнуло када су се такве ствари коначно разрешиле и откривен прави кривац.
Кроз серију се врло мало знало о Патерсоновом личном или породичном животу све до 8. епизоде 11. серијала када се на острву појавила његова бивша супруга Меги која га је напустила много година раније због захтева свог занимања као новинарке. Откривено је да, иако је од тада имао друге девојке, никада се није поново оженио. Упркос томе што су дуго били раздвојени, чини се да и даље гаје осећања једно према другом, а на крају се открило да је њена ћерка Андрина, коју до сада никада није упознао, такође и његова ћерка.

### Кетрин Бордеј
Кетрин Бордеј (Елизабет Буржин) је Камилина мајка Францускиња и власница кафане у коме полицијска екипа често уз пиће разговара о случају. Она прави посебно добру шољу чаја, према речима ДИ Ричарда Пула, иако је уопштено њихов међусобни однос напет због његових предрасуда према Французима. Одгајала је Камил као самохрана мајка и стога јој је веома блиска. Она није реаговала лоше када је Камил потврдила да размишља о одласку. Штавише, подржала је Камил и испоштовала њен избор, позивајући је да уради све што је чини срећном. Када је Камил отишла, она је добила слободну собу и пустила је, тада бескућника. Ж. П.-а да остане у њој када је Гудмен сазнао да нема где да живи и да спава у полицијским ћелијама. 5. епизоди 5. серијала Ж. П. говори Кетрин да је заљубљен у своју симпатију из средње школе Роузи Фабрис, али му је Двејн рекао да то не признаје. Ово је разљутило Кетрин која се суочила са Двејном да охрабри Ж. П.-а да буде отворен са Роузи.
Након оставке градоначелника Џозефа Ричардса због бруке на крају 1. епизоде 6. серијала, Кетрин одлучује да се кандидује на изборима за градоначелника да га замени. Она је изабрана у 8. епизоди 6. серијала пошто је један од других кандидата убијен због старе освете, а други убеђен да се повуче са избора од стране полицијских екипа пошто су открили његове лицемерне поступке. Током истраге, снажно је имплицирано да су убице покушале да подметну Кетрин убиство, али овај део плана је пропао јер нико из екипе није могао да верује да ће Кетрин починити убиство.
У 5. епизоди 10. серијала, Кетрин је напао нападач због њених веза са случајем који је у току, због чега је примљена у болницу са озбиљном повредом главе. Њена ћерка Камил се вратила на острво да је посети и помогне у решавању случаја. У 6. епизоди 10. серијала, Кетринино стање се погоршало пошто јој се открило крварење у мозгу и после тога јој је потребна операција како би спречила да умре. Упркос томе што се Камил плаши најгорег, Кетрин се потпуно опоравила и она и Камил одлучују да оду заједно на неколико недеља како би надокнадиле то што је Камил није посетила откако је напустила острво.
У 8. епизоди 12. серијала, откривено је да ће Кетрин постати бака јер Камил и њен дечко чекају бебу.

### Хамфри Гудмен
Хамфри Гудмен је полицијски детектив из Лондона који је додељен Сент Мери након убиства инспектора Ричарда Пула на почетку 3. серијала. Трагови из Пулове истраге помогли су Гудмену да открије мотив и идентитет убице, а Гудмен је коментарисао да је Пул у суштини „решио сопствено убиство“. Гудмен је остао на Сент Мерију пошто је његова супруга Сали објавила да му се неће придружити на карипском острву. Постао је главни инспектор на острву и преузео Пулову стару навику да најављује убицу пред свим осумњиченима и полицијском екипом. Иако је веома неспретан, често заборавља ствари или нема шта да прави белешке, он има способност да одмах реши убиства, посматрајући значење малих детаља, слично као и његов претходник. Пригрлио је карипски живот много више него Пул, често се лежерно облачио када није на дужности и редовно пије код КЕтрин у кафани уместо да се увек облачи у пуно одело и не пије ништа осим чаја као Пул.
Пошто је одбио да се врати са својом бившом женом Сали на крају 3. серијала, развио је осећања према својој детективки наредници Камил Бордеј, често се приближавајући откривању својих осећања према њој. Покушао је да спречи њен одлазак када јој је понуђен нови посао у Паризу, али је на крају признао, а њих двоје су се накратко пољубили баш када је напустила острво. Њена наследница, ДН Флоренс Касел, такође се одлично слагала са Гудменом, често делећи шале и после првог решеног случаја посветили су пиће Камил. Касније је развио романтична осећања према британској туристкињи Марти Лојд и они су се пољубили на почетку 6. серијала. Она напушта острво у 4. епизоди да би започела свој посао из снова у Лондону, али пошто је случај одвео Хамфрија у Лондон, он се састаје са њом и они се мире. Пошто је решио случај, он одлучује да поднесе оставку на место ДИ-ја на Сент Мерију да би остао са Мартом у Лондону. Заменио га је инспектор Џек Муни (Ардал О'Хенлон).
Хамфри Гудмен и Марта се такође појављују у огранак серији Више од раја која је почела 24. фебруара 2023.

### Флоренс Касел
Са 27 година, Каселова се придружује екипи, заменивши Фидела на месту наредника на почетку 4. серијала, а касније је унапређен у детективку наредницу када је Камил Бордеј напустила острво средином серијала. Она ради ефикасно и слаже се са свим екипом, успостављајући снажну везу са Гудменом када је унапређена. Камил јој је послала поруку како би знала како да 'контролише' Гудмена па су обоје наздравили за Камил пошто је помогла у решавању њеног први случај као детективке нареднице. Веома је интелигентна и увек пажљиво посматра осумњичене у потрази за траговима. Током посете екипи Великој Британији, Каселова се показала спремнијом да истражи мале детаље живота у Британији од Мајерса, иако је ипак сматрала да је Гинисово пиво прегусто за њен укус.
У 8. серијалу, откривено је да је Флоренс у романтичној вези са Патрисом, новим ликом. Запросио ју је у трећој епизоди и они су се верили. Међутим, пошто је један од Патрисових пријатеља ухапшен због убиства у петој епизоди, Каселова га је чула како разговара са неким телефоном о злочину и пратила га до старе кућице за чамце где је на крају епизоде упуцана. На почетку 6. епизоде, успела је да позове Ж. П.-а и одведе остатак екипе тамо на време да је одведе у болницу, али убрзо пошто су открили да је Патрис убијен у кућици за чамце - Флоренс се сломила. Накнадна истрага је потврдила да је Патрисов пријатељ психолошки обмањен да почини претходно убиство како би прави кривац добио велико наследство чиме су Патрис и његов пријатељ били ослобођени кривице. Након разговора са Џеком о томе како се носио са смрћу своје жене, Флоренс одлучује да напусти Сент Мери и пресели се на Мартиник код родбине како би побегла од сећања на Патриса, али Џек и остали је уверавају да ће њено место у екипи бити отворено ако икада одлучи да се врати.
У 10. серијлају, две године након Патрисове смрти, Флоренс се враћа на острво пошто је њена наследница Медлин Дума отишла да искористи прилику за посао у Паризу, остављајући на острву недостатак особља и навевши начелника да затражи њену помоћ. У почетку није била сигурна у новог ДИ Невила Паркера, али убрзо га је прихватила и помогла му да више прихвати карипски начин живота. У једном тренутку, Невил је открио своја романтична осећања према њој, али она га одбија јер жели да остану само пријатељи. У следећем серијалу, Флоренс је понудђен тајни задатак на Јамајци и, упркос извесном оклевању због сећања на Патриса још увек живог, била је вољна да прихвати нову улогу и по други пут напусти острво. Међутим, пошто ју је шефица мафије Миранда Присли држала на нишану током тајног задатка да би била прихваћена, Флоренс ју је упуцала у руку и морала је одмах да напусти острво под заштитом сведока у 4. епизоди 11. серијала, опраштајући се од својих колега.
Две године касније, Флоренсовој је заштита сведока укинута - пошто је откривено да је била смештена на суседном острву Свети Август. Као таква, она се поново појављује у 7. епизоди 13. серијала да би помогла екипи и Невилу у сложеном случају на оба острва. У следећој епизоди, како је Невил отишао на пут, Флоренс му открива да је током свог боравка у заштити сведока схватила да ипак гаји романтична осећања према њему и изјављује да жели да буде са њим. Иако је у почетку одбио ово, Невил се предомислио и њих двоје одлазе са Сент Мерија на пут заједно - коначно постајући пар.

### Ж. П. Хупер
Жан-Пјер "Ж. П." Хупер (Тоби Бејкер) је полицајац који је заменио Флоренс Касел на месту официра у 5. епизоди 4. серијала када је она унапређена. Има 21 годину и најмлађи је члан екипа. Под окриље га је узео Двејн – полицајац за кога Хупер каже да је све чуо на полицијској академији. У почетку је на крају заливао биљке првог дана због недостатка ствари. Привремено је спавао у полицијским ћелијама јер није могао да нађе стан. Гудмен га је пронашао једне ноћи, усред вриштања и шока. Кетрин, која је имала слободну собу након Камилиног одласка, позвала га је да остане код ње, а понуду је Ж. П. са надахнућем прихватио. Има брата који га је када је имао три године гурнуо у базен, што је довело до тога да је развио страх од воде. У петом серијалу среће Роузи Фабрис (девојку која је била у разред више од њега у школи и у коју је био заљубљен) када је она осумњичена за убиство током добротворне модне ревије. Убрзо почињу да се забављају и заљубљују се. На крају, пошто су били у вези неколико месеци, Ж. П. је запросио Роузи и она радо прихвата. У последњој епизоди 5. серијала, Ж. П. и Роузи су се венчали. У првој епизоди осмог серијала, он открива да су почетна слова његовог имена од имена Жан Пјер када се представљао са Флоренсиним дечком за кога је грешком мислио да је Двејнова замена. Када се полицајка Руби Патерсон придружила екипи у 2. епизоди 8. серијала, изнервирало га је што је била ометена док је била на дужности, али он има блиско пријатељство са њом. У 6. епизоди 9. серијала, Ж. П. сазнаје да је његова супруга Роузи трудна, о чему му је рекла на годишњицу брака. Међутим, он је оклевао, узнемиривши Роузи која га је избацила из куће па је опет спавао у ћелији полицијске станице, а Руби га је пронашла следећег јутра. Ж. П. је рекао Руби за Роузину трудноћу и она га је посаветовала и био је срећан што је постао отац. Тада сазнаје да је Роузи носи близанце. У последњој епизоди 9. серијала, он излази и полаже испит за наредника.
Током 10. серијала он узима под своје окриље официра приправника Марлона Прајса, а његова жена Роузи рађа близнакиње Моли и Бетани. Његово задивљујуће вођство доводи до тога да је одбор понудио Ж. П.-у место начелника у шеми полицијске обуке у иностранству, понуду коју је Ж. П. прихватио након чега је напустио Сент Мери са својом породицом да започне нови живот. Ж. П. се касније појављује у 5. епизоди 13. серијала у којој су начелник и он отпутовали на Јамајку како би осигурали да Марлон који ускоро одлази добије посао у тамошњој полицији како би наставио своју каријеру.

### Џек Муни
Џек Муни је полицијски детектив инспектор из Лондона и од недавно удовац јер је његова жена умрла од дуге болести месец дана пре његовог првог појављивања, иако одаје утисак да је то било дуже када је разговарао са другима да га људи не би превише сажаљевали. Џек упознаје инспектора Хамфрија Гудмена, ДН Флоренс Касел и полицајца Двејна Мајерса са Сент Мерија који делују као веза са Лондоном када је случај захтевао од њих да отпутују у Лондон да прате своје осумњичене. Пошто је решио случај, Хамфри је дао оставку у полицији на Сент Мерију да би остао у Лондону и био са својом девојком Мартом Лојд, али је именовао Џека за свог наследника за новог инспектора Сент Мерија. У почетку претпостављајући да је ово само празник од неколико недеља, Џек одлази на Сент Мери са својом ћерком Шивон. Док је још увек званично на одмору, Муни помаже екипи у решавању поново отворене истраге о смрти уредника новина пре осам година, заједно са још једним случајем који је разоткрио одговорне за убиство једног од кандидата на недавним изборима за градоначелника. Пошто је решио други случај, он одлучује да прихвати понуду начелника Патерсона да остане на острву као детектив за стално, а он и Шивон започињу нови живот на острву како би се наставили након смрти његове жене.
Када се Шивон вратила у Велику Британију због факултета, Џеку је јако недостајала, али је остао усредсређен на свој посао и са надахнућем је прихватио карипски начин живота. Џек је био уз Флоренс када је њен вереник Патрис убијен и поменуо је како је морао да прође кроз женину смрт и прихватио је њену одлуку да напусти Сент Мери. Када је Џек разговарао са Шивог путем видео везе, био је шокиран када му је рекла да је дечко вара. Одлучио је да се врати у Велику Британију да би је подржао, али се предомислио јер је још увек решавао тренутни случај убиства. Џек је био одушевљен када је начелник Патерсон договорио да се Шивон врати на Сент Мери да га види.
У првој епизоди 9. серијала, Џек започиње романтичну везу са енглеском путницом Аном, али није био сигуран да ли је спреман да окрене нови лист. Ана га је замолила да путује са њом по свету, али он није био сигуран да ли жели да напусти острво. Након неког размишљања, Џек каже Ани да неће путовати са њом, али пристаје да је сачека када стигне у Лондон. Џек одлучује да се врати свом старом животу у Лондону и напусти Сент Мери са Шивон, осећајући да је коначно спреман да се суочи са сећањем на своју покојну жену. Заменио га је инспектор Невил Паркер.

### Руби Патерсон
Руби Патерсон (Шико Амос) је недавно дипломирана официрка и братаница начелника Патерсона која је заменила полицајца Двејна Мајерса. Руби се придружила екипи у2. епизоди 8. серијала. Била је срећна и узбуђена када је добила први случај убиства са својим новим колегама. Њен колега полицајац Ж. П. Хупер у почетку је био изнервиран њеним понашањем током дужности, али је од тада трпео њено надахнуће и искрену жељу да ради посао. Руби је такође помогла Ж. П.-у и понудила му је савет пошто је сазнао да је његова жена Роузи Фабрис трудна. Руби напушта екипу након 9. серијала, а начелник Патерсон у 1. епизоди 10. серијала изјављује да је Медлин обезбедила Руби премештај у Париз, а Руби је касније рекла да ће остати „на неодређено“.

### Медлин Дума
Медлин Дума (Од Легастелоа-Биде) је детективка наредница из Француске која је замениа ДН Флоренс Касел. Медлин је првобитно дошла на острво као службеница унутрашње контроле да истражи Флоренсино недавно рањавање и процени Мунијеву способност као детектива, али је пошто га је видела у акцији потврдила да то што се Флоренс догодило није његова грешка и прихватила је понуду да остане на острву као стална ДН. Она напушта острво након 9. серијала, а начелник Патерсон у 1. епизоди 10. серијала помиње да је напустила Сент Мери пошто је прихватила нов положај у Паризу, где је такође организовала премештај и за Руби.

### Невил Паркер
Невил Паркер (Ралф Литл) је детектив инспектор из Манчестера у Великој Британији и постао је нови инспектор Онореске полиције након одласка инспектора Џека Мунија. У почетку је мрзео све на острву и имао тешке алергије, а главна алергија су му уједи комараца. Пошто је проверио место злочина свог првог случаја убиства, планира да ухвати још један авион за Велику Британију, али је његов лет отказао начелник Патерсон. Невил се усељава у бараку, али усред ноћи није могао да поднесе комарце и одјављује се у хотел. Након решавања свог првог случаја, Невил пада и проглашава се неспособним за путовање месец дана. Враћа се у колибу јер му полицијски буџет није дозвољавао да остане у хотелу. Пошто је решио случај убиства у 8. епизоди, он планира да се врати кући, али разговор са слепом глумицом о њеном покушају да се суочи са изазовима свог стања подстакао је Паркера да се предомисли и одлучи да остане као инспектор за стално.
На почетку 10. серијала он је наставио да се бори да се прилагоди животу на острву, али повратница ДН Флоренс Касел му помаже да више прихвати карипски живот, а до краја серијала се загрејао за острвски начин живота и касније развија осећања према Фиренци. Он накнадно открива Флоренс како се осећа на почетку 11. серијала, али упркос томе што је Флоренс изразила своје дивљење и бригу за Невила, она му говори да жели да остане само пријатељи и касније напушта острво половином серијала.
На почетку 12. серијала пошто је накратко покушао да се направи налог на друштвеној мрежи, Невил упознаје Софи Чемберс, енглеску путницу такође из Манчестера која остаје на острву неколико недеља. Њих двоје се повезују и на крају започињу везу. Међутим, у у 7. епизоди, Невил је ухапшен, а касније оптужен за убиство Дејвида Картрајта, осумњиченог у претходном случају који је пронађен мртав у својој хотелској соби пошто се Невил суочио с њим јер није имао довољно доказа да га ухапси. Упркос томе што је на крају ослобођен оптужбе од било каквог погрешног дела, откривено је да је Софи била та која је стајала из намештаљке. Софи криви Невила за самоубиство своје сестре у затвору коју је Невил ухапсио и оптужио за убиство на једном случају у Манчестеру 2018. године и дошла је на острво под лажним именом да му подметне убиство као чин освете. Потресен овим открићем, Невил обавештава начелника Патерсона да намерава да напусти острво на крају серијала. Међутим, након решавања и затварања случаја и посете Софи у затвору, он пристаје да остане.
У 13. серијалу, Невил, након охрабрења своје мајке и других, одлучује да не одустане од проналажења девојке. Пошто се накратко поново састао са својом бившом Зои, Невил одлучује да напусти Сент Мери и отпутује како би покушао да пронађе некога. Међутим, у завршници серијала, Флоренс се враћа на острво пошто је њена заштита сведока укинута – откривајући Невилу да је током свог одсуства схватила да се сада осећа исто према Невилу и као таква тражи да буде са њим. ако је Невил у почетку одбио, након интервенције осталих, он пристаје и њих двоје заједно напуштају острво да путују - коначно постајући пар.

### Марлон Прајс
Марлон Прајс (Таџ Мајлс) је некадашњи ситни преступник са Сент Мерија. Оне се придружио полицијским снагама Сент Мерија како би избегао суочавање са одласком на суд и затвор као последицом лошег понашања током целог живота. По његовом доласку, Ж. П. је добио задатак да узме Марлона под своје окриље.
Упркос томе што се у почетку показало као изазов за Ж. П.-а, њих двојица убрзо стварају добар однос када је Ж. П. узео Марлона пошто је сазнао да спава на улици. Њихов добар однос се даље показао када је Ж. П. стао у заштиту Марлона након догађаја са једним од осумњичених и понудио да преузме кривицу за његове поступке како би му помогао да избегне одлазак у затвор. До краја 10. серијала, како се Ж. П. спремио да напусти острво, Марлон је постао посвећен томе да се промени и да направи нешто од свог живота, са циљем да буде добар полицајац као и Ж. П.
До почетка 11. серијала, Марлон је унапређен у официра и наставио је да се усавршава у својој улози официра. Против савета начелника, Марлон се пријавио и изашао на испит за наредника у 12. серијалу. Пао је, али га је начелник похвалио јер је прерано полагао, али је ипак остао предан својој улози. У 6. епизоди 13. серијала, Марлон одлучује да напусти Сент Мери да би се бринуо о својој млађој сестри Џоселин пошто јој је понуђена стипендија у школи на Јамајци. Начелник и Ж. П. су разговарали са начелником јамајчанске полиције како би осигурали да му буде понуђена улога у тамошњим полицијским снагама, што би омогућило Марлону да настави своју каријеру као полицајац.

### Наоми Томас
Наредница Наоми Томас придружила се полицијским снагама Сент Мерија на почетку 11. серијала као замена за Ж. П.-а. Рођена је на Сент Барнабасу, суседном острву Сент Мерија, и уписала се у полицију где је стекла чин нареднице. Међутим, због мале величине острва и становништва, Наоми никада није радила на случајевима убиства пре него што се придружила снагама на Сент Мерију. Показало се да је веома посвећена свом послу, што је понекад стајало на путу њеном професионализму, али њено надахнуће за посао задивило је колеге полицајце.
Након Флоренсиног одласка из серије половином 11. серијала, Наоми показује занимање да постане нова детективка наредница, а након разговора са инспектором Невилом Паркером и начелником, она је унапређена и постаје нови ДН.

### Дарлин Куртис
Дарлин Куртис се први пут појавила у 7. серијалу као симпатија полицајца Двејна Мајерса. Њих двоје су имали понекад турбулентну, али ипак срећну везу, иако се након Двејновог одласка са острва на крају серијала претпостављало да је њихова веза окончана јер се Дарлин није појавила у наредна 3 серијала.
Дарлин се вратила у серију половином 11. серијала, а затим јој је начелник Патерсон понудио улогу у екипи у цивилном својству након Флоренсиног одласка из полиције. Она се показала као добар додатак екипи, а на крају 1. епизоде 12. серијала открива да се пријавила за полицијску обуку како би могла да се придружи екипи званично у службеном својству.

## Епизодне
Ликови који су се појавили у више од једне епизоде програма, али нису део главне екипе, хронолошким редоследом појављивања:
- Гуштер Хари: Анимирани пратилац свих главних детектива, живи у кући и воли згњечено воће и бубе. Детективи му често постављају реторичка питања када размишљају о детаљима случаја или само разговарају о другим стварима.
- Ејдан Мајлс (Адријан Данбар): (серијал 1) Симпатија Кетрин Бордеј све док га инспектор Ричард Пул није разоткрио као убицу у завршници 1. серијала. Крио се на острву, а његово име је било у слагалици коју је саставила његова жртва, чиме је откривен његов злочин.
- Сали Гудмен (Морвен Кристи): (серијал 3) Супруга ДИ Гудмена која је првобитно планирала да се придружи свом мужу на Сент Мерију, али је гласовном поштом на почетку 3. серијала потврдила да га напушта, желела је развод и да му се неће придружити. У завршници 3. серијала, стигла је на острво тражећи од Хамфрија да јој се врати, али је он одбио, осећајући да је већ доказала да нема вере у њихов однос тиме што није дошла на острво са њим. Након тога одлази сломљеног срца. У 8. епизоди 4. серијала, током разговора између Хамфрија и његовог оца Мартина, откривено је да је Сали сада верена са адвокатом по имену Дерек Грунди, а на догађају којем су присуствовали и Хамфријеви родитељи, она је непрестано питала за Хамфрија.
- Мартин Гудмен (Џејмс Фокс): (серијал 4) Отац ДИ Гудмена који је дошао на Сент Мери како би убедио Хамфрија да се врати кући јер није био задивљен Хамфријевом каријером и животним избором, али и да се помири са бившом супругом Сали. Наговештава се да су он и Гудмен претходно имали однос љубави и мржње, што показује начин на који Хамфри игнорише његове позиве у 7. епизоди. Мартин на крају признаје да је Хамфри добар у свом послу пошто је видео како његов син решава збуњујући случај убиства и говори му да је поносан на њега. Након тога се враћа у Велику Британију на крају епизоде.
- Роузи Хупер (рођена Фабрис) (Фола Еванс-Акинбола/Приска Бејкер): (серијали 5 и 10) Симпатија официра Ж. П. Хупера пошто ју је препознао из школе (била је разред више од њега) и била осумњичена за убиство на добротворној модној ревији. Препознала је Ж. П.-а на крају и заједно су попили пиће у Кетрининој кафани. Ж. П. схвата да се заљубио у Роузи и говори јој како се осећа. Убрзо су започели везу. Неколико месеци касније, Ж. П. је запросио Роузи и она прихвата и венчали су се у завршници серијала. У 6. епизоди 9. серијала, Ж. П. открива да му је Роузи рекла да је трудна, али је он оклевао, узнемирио је због чега га је избацила из куће. Касније су се пимирили па га је Роузи позвала и рекла да чекају близанце. У 10. серијалу, Роузи рађа близнакиње Моли и Бетани. Роузи, Ж. П. и њихове ћерке касније напуштају Сент Мери како би започели нови живот након завршнице 10. серијала.
- Марта Лојд (Сали Бретон): (серијали 5−6) Жена која је радила у радњи коју је ДИ Гудмен посећивао када је живео у Лондону. Марта је путовала унаоколо пре него што је започела нови посао и једна од њених станица била је на Сент Мери. Док је радио на случају, Хамфри је замало прегазио Марту и они су се препознали. Сваки од њих се одвојио од својих супружника и Хамфри је на крају замолио Марту за састанак. Хамфри је пропустио састанак јер је причао о Ж. П.-у кроз трему пред венчање. Када је Ж. П. схватио шта се догодило, обратио се Марти и она и Хамфри су се поново повезали. Марта је наставила да путује, али би се враћала на Сент Мери да види Хамфрија и започели су везу. Током својих честих посета боравила је у Хамфријевој колиби. Током једног путовања, Хамфри и Марта су отишли на романтично путовање у хотел "Сесил", а особље их је погрешно схватило као новопечени пар. Њихов романтични бег се завршио када се догодило убиство и Марта је морала да оде како би Хамфри могао да истражи. Марта се на крају вратила у Лондон да започне свој посао из снова у новоотвореном ресторану, али када је други случај одвео екипу у Лондон, Хамфри ју је посетио и био је подстрекнут да остане и буде са њом.
- Нелсон Мајерс (Рам Џон Холдер): (серијали 6−7, 14) Отуђени отац Двејна Мајерса који живи у Лондону. Када је Двејн отишао у кућу своје тетке Лилибет да је посети, Нелсон је рекао Двејну да Лилибет није ту и да он брине о њеној кући. Касније је дошао да посети свог сина на Сент Мери, а до тренутка када је почео осми серијал, њих двојица су на крстарењу широм света како би радили на обнављању своје везе. Двејн касније открива у првој епизоди 11. серијала да се Нелсон тешко разболео у време откако је напустио острво, а Двејн је касније отишао тамо да га посети. У 13. серијалу, Двејн помиње да је Нелсон неизлечиво болестан и да жели да проведе остатак својих дана на Сент Мерију.
- Шивон Муни (Грејс Стоун): (серијали 6–9) Шивон је ћерка Џека Мунија. Она живи у Лондону са својим оцем где он ради као полицијски детектив инспектор, а њена мајка је умрла месец дана пре него што је упознала остатак екипе са Сент Мерија од дуге болести. Када је инспектор Хамфри Гудмен премештен из полиције Сент Мерија, Џек га замењује и он и Шивон се селе на Сент Мери. Она одлази у првој епизоди следећег серијала да би се вратила у Британију на универзитет. У последњој епизоди 8. серијала, она открива у видео позиву свом оцу да је оставила дечка јер је открила да ју је варао последњих неколико месеци, али како Муни није био у могућности да се врати у Велику Британију да јој понуди подршку у решавању тренутног случаја, начелник Патерсон је организовао да Шивон буде доведена на Сент Мери у знак захвалности за добро дело свог оца. У 4. епизоди 9. серијала, Шивон се враћа на Сент Мери да види Џека и упознаје нову девојку свог оца Ану и они се слажу. Пошто је Џек решио свој последњи случај, Шивон и он се враћају у Лондон.
- Патрис Кембел (Лимор Марет мл.): (серијал 8) Патрис је био дечко Флоренс Касел, а касније и вереник. Он и Флоренс су почели да се забављају негде између 7. и 8. серијала. У почетку су своју везу држали приватно јер је Флоренс чекала прави тренутак да Патрис упозна њене колеге, иако је због неспоразума са Ж. П.-ом она коначно открила њихов однос другима. У 3. епизоди, Патрис и Флоренс су отишли на романтично путовање па су се вратили на Сент Мери да објаве да су сада верени. Патрис се касније укључио у убиство када је његов пријатељ постао осумњичен. Флоренс га је чула како разговара са непознатом особом телефоном, говорећи му да се нађемо у празној штали. Флоренс га је пратила, али је на крају рањена. Неколико минута касније, Џек и екипа су пронашли Флоренс, а Ж П. проналази Патриса убијеног. Накнадна истрага је открила да је Патрисов пријатељ био психички обмањен да почини убиство у име неког другог, чиме су Патрис и његов пријатељ ослобођени кривице, али Флоренс ипак одлази са Сент Мерија да би побегла од болних успомена.
- Ана Масани (Нина Вадија): (серијал 9) Ана је симпатија Џека Мунија у 9. серијалу. Недавно се развела од свог мужа и отишла на туристичко путовање на Сент Мери. Она извештава Џеку да је била сведокиња осумњиченог за убиство. Џек је позива на плес салсе и она прихвата и они плешу заједно. Упркос томе што Џек није био сигуран да ли је спреман да окрене нови лист од своје преминуле жене, убрзо након тога започињу романтичну везу. У 3. епизоди 9. серијала, Ана тражи од Џека да путује светом с њом, пошто ускоро напушта Сент Мери. Ана такође упознаје Џекову ћерку Шивон и одмах се спријатељују. У 4. епизоди, Џек каже Ани да не може да путује са њом, али пристаје да је сачека када стигне у Лондон. Ана пристаје и опрашта се од Џека пре него што напусти је напустила Сент Мери.
- Изи Паркер (Кејт О'Флин): (серијал 11) Изи је сестра Невила Паркера која је дошла да посети острво у 5. епизоди 11. серијала. Наговештава се да су она и Невил претходно имали однос љубави и мржње с обзиром на то како Невил негативно говори о њој, а то је када је на даље продубљено када је направила журку у Невиловој кућици без његове дозволе и неред, на његово велико запрепашћење. На крају Изи открива да је дошла на острво јер сумња да је трудна са дететом свог дечка Мајка, али није сигурна да ли жели да остане са њим и да се уда. Изи на крају одлучује да задржи бебу и уда се за Мајка у 7. епизоди после чега одлази са острва и од Невила сада у бољим односима. Откривено је (преко телефона) у 1. епизоди 12. серијала да је Изи родила дечака по имену Артур.
- Софи Чемберс/Ребека Вансло (Челси Еџ): (серијал 12) Софи је Невилова симпатија која се први пут појавила у 1. епизоди 12. серијала. Она посећује острво на неколико недеља и остаје у Кетрининој слободној соби. Иако су и она и Невилово романтично неискуство отежали први сусрет њих двоје, њих двоје су се касније загрејали једно за друго и заједно вечерали на Бадње вече. Софи је касније позвала Невила на састанак у 2. епизоди и њих двоје почињу везу убрзо након тога. Софи се враћа кући у 3. епизоди, али се враћа на острво у 6. под лажним именом (њено право име је Ребека Вансло) да спроведе свој план. Она је потом ухапшена и оптужена за убиство Дејвида Картрајта.
- Детектив позорник Ендру Бакли (Кент Рајли): (серијал 12) Бивши колега Невила Паркера из манчестерске градске полиције који се први пут појављује у 4. епизоди када га је Невил звао преко видео позива да му помогне у случају. Касније га поново зове рекавши да је нешто желео да каже Невилу, али у то време није могао. У 8. епизоди је откривено да је побегао на острво пошто је откривено да је био под истрагом за примање мита у претходном случају (са којим је повезана и Софина сестра) на којем су он и Невил радили. Признаје да је примио мито како би вратио дугове и званично је ухапшен и оптужен.
- Андрина Харпер (Џенезис Лини): (серијали 12– ) Андрина је ћерка начелника Селвина Патерсона за коју никада није знао да постоји све док га бивша супруга Меги није обавестила током завршнице 11. серијала. Селвин је у почетку оклевао да се повеже са њом јер је био ван њеног живота тако дуго, али уз охрабрење других њих двоје су се први пут срели у 6. епизоди 12. серијала. Упркос нестабилном почетку, њих двоје су се на крају прихватили, а Андрина се враћа на острво у 3. епизоди 13. серијала како би помогла свом оцу да се опорави од скоро смртоносне ране из ватреног оружја из претходне епизоде.